# Toshiba T1100
El Toshiba T1100 fue un ordenador portátil fabricado por Toshiba en 1986 y, posteriormente, descrito por Toshiba como el "primer ordenador portátil del mercado de masas del mundo". Sus especificaciones técnicas son comparables a las del IBM PC de escritorio original, usando disquetes (no tenía disco duro), una CPU Intel 80C88 (versión CMOS del Intel 8088) a 4,77 MHz , y una pantalla de cristal líquido monocroma de sólo texto 640x200 (80 columnas por 25 filas). Su precio original era de 1899 dólares
El T1100 fue una apuesta personal de Atsutoshi Nishida, por entonces máximo directivo en los Estados Unidos (llegó a ser presidente de Toshiba Corporation en el siglo XXI), que se comprometió a vender 10.000 unidades en un año. Toshiba tenía en marcha el proyecto Brighter Blue con el que analizaba sus posibilidades de entrar en el mercado estadounidense, que les dejaron claro que su única posibilidad era innovar. Por aquellos años, la idea de un ordenador portable no era nueva. En el mercado se habían visto máquinas “transportables” como el Osborne 1 de Osborne Computer Corporation  (3 de abril de 1981), los Kaypro II (1982), o los Compaq Portable (marzo de 1983) el IBM Portable (febrero de 1984). Pero todos ellos eran equipos pensados para llevarse de un lugar fijo a otro. Con un peso de 11 a 17 Kilogramos y sin batería, ninguno de ellos eran rival para los Epson HX-20 o Kyocera Kyotronic 85/TRS-80 Model 100 que con un peso medio de 1,5 kg y hasta 20 horas de autonomía sin embargo adolecían de una pantalla de 4x20 u 8x40 caracteres lo que les limitaba mucho en determinados campos.
Toshiba y Nishida crearon un producto diferente: baterías recargables con hasta 8 horas de autonomía, pantalla LCD de 640 x 200 píxels y 80 x 25 caracteres completa, unidades externas también dotadas de batería y compatibilidad con IBM PC. En abril de 1984, 10 ingenieros se pusieron a trabajar en el T1100 y en agosto de ese año ya estaba un prototipo disponible. Abandonaron la unidad de 5,25 en favor de la nueva y más pequeña de 3,5 en una apuesta por su mayor capacidad y robustez. Llegaron a acuerdos con Microsoft, Lotus y Asthon Tate para que su software estuviera disponible en el nuevo formato. Por ingeniería inversa consiguieron la compatibilidad IBM PC y su placa madre era un prodigio de ingeniería y un triunfo de la tecnología de miniaturización con componentes CMOS de bajo consumo y menor tamaño.
Lanzado en España el 28 de abril de 1985, su venta masiva fue en 1986 pese a un precio que rondaba el millón de pesetas. Al finalizar 1985, a Nishida le quedaban 230 unidades por vender y la informática portátil tomaba un nuevo rumbo.
Fue sucedido por Toshiba T1100 PLUS en 1986. En noviembre de 2013 el IEEE ( Institute of Electrical and Electronics Engineers o Instituto de Ingeniería Eléctrica y Electrónica) nombró al T1100 como uno de los inventos más importantes en la historia de la tecnología.

## Detalles Técnicos
- CPU: Intel 80C88 a 4.77 MHz
- ROM : 8 Kilobytes de Boot-strap ROM en una EPROM i27C64 para los test iniciales y el programa de carga y 8 Kilobytes para el generador de caracteres de la tarjeta gráfica.
- RAM : 256 KB en placa madre en 8 chips DRAM TMM41464P-15 soldados ampliables a 512 KB mediante tarjeta de expansión 34M741266G01 con conector de pines situado sobre los chips, quedando en vertical bajo el teclado en su parte superior.
- Vídeo  integra en la placa una tarjeta CGA con 16 KB de VRAM para la GPU Motorola 6845 Color Graphics Adapter imbuida en el Gate Array de vídeo. Tiene un total de 2 modos gráficos y 2 modos texto : 
  -     - 320 x 200 en 4 colores (paletas CGA; texto en 40 x 25). Solo disponible con monitor externo
    - 640 x 200 en blanco y negro (texto en 80x25)
    - Texto en 40 x 25. Solo disponible con monitor externo
    - Texto en 80 x 25
- Placa madre modelo 34T778836G01. En su parte inferior tiene de izquierda a derecha el conector de altavoz PJ1, la CPU Intel 80C88 a 4.77 MHz sobre zócalo. Sobre ella el controlador de interrupciones Intel 82C59 y el conector de la batería PJ4. A su derecha el controlador de DMA Intel 80C37, el chip de ROM BIOS en zócalo y el conector PJ2 de cambio de dirección de la ROM BIOS. Sobre este, reloj en tiempo real Intel 82C53. A la derecha de la ROM, Gate Array controlador de la CGA, chip de ROM CGA en zócalo, conector PJ14 de cambio de dirección de la ROM CGA y controlador del teclado. Sobre este conector de cinta para el teclado (mediante la carcasa superior, se lleva a la izquierda donde se conecta el teclado), 8 chips TMM41464P-15 soldados y conector de pines de la ampliación de memoria. Sobre estos, chips PLL, controlador de disquete compatible NEC µPD765 y Gate Array para el controlador de disquete y el puerto de impresora. A su izquierda, sobre el centro conector de cinta PJ7 de la unidad interna de disquete y PJ5 de alimentación de la unidad. A la izquierda conector de ampliación para la tarjeta RS-232 o módem interno y sobre ella circuitería de alimentación (sobre esta se sitúa la batería). En la parte superior tiene los conectores externos, vistos de frente de izquierda a derechas:
  - Puerto paralelo de Impresora DB-25  IEEE 1284 (EPP/ECP)
  - Conector de unidad externa
  - Conmutador de arranque de unidad
  - Puerto CGA DB-9
  - Conector RCA de vídeo compuesto
  - Conmutador de video interno (solo trasmite al LCD) o externo (solo transmite a los puertos externos de vídeo)
  - Conector de barrilete
- Teclado UE0165P01 QWERTY/QWERTZ/AZERTY de 83 teclas, con versiones regionales. Teclas alfanuméricas en color blanco, teclas de función y keypad en color gris. Sobre el bloque alfanumérico se sitúan dos bloques de dos hileras: a la izquierda un bloque con las 10 teclas de función (hilera superior impar de F9 a F1 e hilera inferior par de  {{tecla|F10 a  F2) y a la derecha keypad numérico y teclas  Scroll Lock y Num Lock. A su derecha dos leds de batería baja y actividad del disquete.
- Soporte
  - Una unidad de disquete de 3,5 y 720 KB interna
  - Unidad externa de 5,25 y 360 KB
  - Unidad externa de 3,5 y 720 KB
- Sistema operativo MS-DOS 2.11
- Pantalla integrada LCD monocroma de 640×200 píxeles, con modo texto de 80×25
- Carcasa : en plástico blanco de 311 x 66 x 305 mm (12.2 x 2.6 x 12 pulgadas) y un peso de 4,1 kilogramos (9,04 lb). Pantalla integrada sobre bisagra central con 180 grados de giro y dos pulsadores de cierre a los lados que al levantarse descubre el teclado. En el lateral izquierdo unidad de disquete de 3,5 y 720 KB. En la trasera primer bloque con puerto paralelo de Impresora DB-25, conector de unidad de disquete externa, y un segundo bloque con conmutador de arranque de unidad interna/externa, puerto CGA DB-9, conector RCA de vídeo compuesto, conmutador de pantalla integrada/monitor externo y conector de la fuente de alimentación. Sobre este último, espacio de conectores de la tarjeta de expansión (puede mostrar un puerto serie RS-232 en formato DE-9 o dos conectores telefónicos RJ-11 del módem de 300 baudios). En el lateral derecho, conmutador de encendido/apagado y rueda de contraste. Bajo la zona del teclado se sitúa un asa de transporte plegable.
- Sonido por el altavoz interno 39K156042G1
- Alimentación fuente de alimentación externa AC 110 o 220 V (depende de la zona), con salida de 18 voltios 600 mA, conector de barrilete (  negativa externa positiva centro
- Batería de níquel cadmio XZ0064P01 con una duración de hasta 8 horas

## Opciones
- Ampliación de memoria de 256 KB 34M741266G01
- Puerto serie RS-232 en formato DE-9 34M741256G01 o 34M741261G01, con un interruptor para mantenerlo desconectado en caso de no usarlo y ahorrar batería.
- Módem interno de 300 baudios
- Cable de conexión de unidades de disquete externas UL0046P13DD004
- Unidad externa de 5,25 y 360 KB SD-521 con batería incorporada
- Unidad externa de 3,5 y 720 KB MD-354S con batería incorporada

## Clones
- El Toshiba T1100 PLUS fue clonado en la ex-URSS como el Elektronika MS 1504 (ru:Электроника МС 1504) in 1991.[3]

## Serie T
- Toshiba T1000
- Toshiba T1100 PLUS
- Toshiba T1200
- Toshiba T3100